# Bursadella proceros
Bursadella proceros är en fjärilsart som beskrevs av Edward Meyrick 1928. Bursadella proceros ingår i släktet Bursadella och familjen Immidae. Inga underarter finns listade i Catalogue of Life.